# ريتشارد جونز
ريتشارد جونز (بالإنجليزية: Richard T. Jones)‏ (و. 1972 – م) هو ممثل، وممثل تلفزيوني، من الولايات المتحدة الأمريكية، ولد في كوبه.

## وصلات خارجية
- ريتشارد جونز على موقع IMDb (الإنجليزية)
- ريتشارد جونز على موقع ألو سيني (الفرنسية)
- ريتشارد جونز على موقع أول موفي (الإنجليزية)
- ريتشارد جونز على موقع قاعدة بيانات الأفلام السويدية (السويدية)
- ريتشارد جونز على موقع إن إن دي بي (الإنجليزية)
- ريتشارد جونز على موقع قاعدة بيانات الفيلم (الإنجليزية)
- ريتشارد جونز على موقع كينوبويسك (الروسية)